# Hedwig Pringsheim

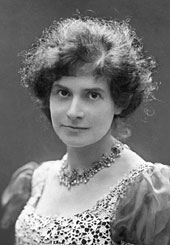
Hedwig Pringsheim als junge Frau

Gertrude Hedwig Anna Pringsheim (geborene Dohm; * 13. Juli 1855 in Berlin; † 27. Juli 1942 in Zürich) war eine deutsche Schauspielerin. Sie war die Schwiegermutter des Schriftstellers Thomas Mann.

## Leben
Hedwig Pringsheim war das zweite von fünf Kindern von Ernst Dohm und seiner als Frauenrechtlerin bekannten Ehefrau Hedwig Dohm. Ihr Vater war der Chefredakteur der satirischen Zeitschrift Kladderadatsch, die Mutter machte sich ab den 1870er Jahren als Schriftstellerin, Publizistin und Feministin einen Namen. 1873 forderte sie als eine der ersten in Deutschland das Stimmrecht für Frauen.
Der Salon von Hedwig Pringsheims Eltern war fester Treffpunkt der kulturellen und geistigen Elite Berlins, u. a. verkehrten dort Alexander von Humboldt, Ferdinand Lassalle, Fanny Lewald, Hans und Cosima von Bülow und Franz Liszt. Wegen der schlechten Bezahlung des Vaters war die Familie jedoch eine Zeit lang in finanziellen Schwierigkeiten. Als Ernst Dohm 1869 sogar die Schuldhaft drohte, löste sich die Familie für fast ein Jahr auf: Die Töchter kamen in Pensionen beziehungsweise in ein Internat nach Eisenach, Ernst Dohm floh nach Weimar und Hedwig Dohm verbrachte ein Jahr bei ihrer Schwester in Rom.
Über eine Freundin der Familie, die einstige Schauspielerin Ellen Franz, kam Hedwig zum Hoftheater in Meiningen. Ihr Debüt gab sie am 5. Januar 1875 in der Rolle der Louise in Schillers Kabale und Liebe. Weitere Rollen waren die Jessica in Kaufmann von Venedig, die Esther im gleichnamigen Dramenfragment von Franz Grillparzer Esther, die Bertha in Wilhelm Tell und das Käthchen in Das Käthchen von Heilbronn, die sie auch auf den Gastspielreisen der Meininger in mehreren europäischen Städten verkörperte.

Alfred Pringsheim in jüngeren Jahren

Im Jahr 1876 lernte sie den vermögenden Mathematikprofessor und Kunstmäzen Alfred Pringsheim kennen, den sie am 23. Oktober 1878 heiratete. Mit ihm hatte sie die fünf Kinder: Erik (1879–1909), Peter (1881–1963), Heinz (1882–1974) und die 1883 geborenen Zwillinge Klaus (1883–1972) und Katharina (1883–1980), genannt Katia. Erik war das schwarze Schaf der Familie und wurde nach Argentinien verbannt. Ihre Söhne Peter und Klaus schlugen später wie ihr Vater die akademische Laufbahn ein und hatten Professuren für Physik bzw. Komposition inne. Heinz war ein promovierter Archäologe. Die Tochter Katia Mann war die erste Abiturientin Münchens und gehörte zu den ersten aktiven weiblichen Studenten an der Münchener Universität. Sie heiratete 1905 den Schriftsteller und späteren Nobelpreisträger Thomas Mann.

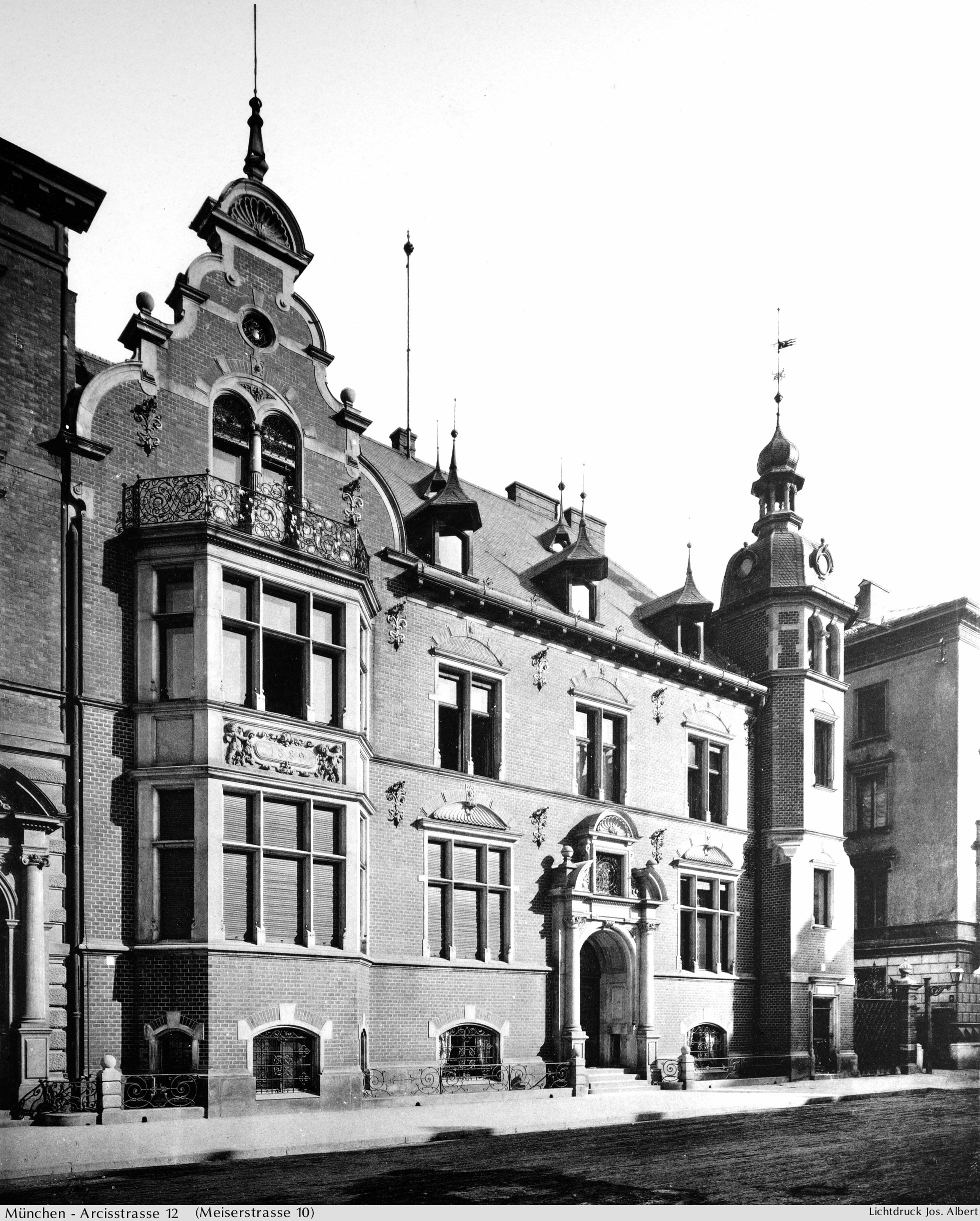
Palais Pringsheim, 1890–1933,
ehem. Arcisstr. 12, Fotografie um 1891

Das Palais Pringsheim in der Arcisstraße 12, eine 1890 fertiggestellte Stadtvilla am Königsplatz in München, war unter Hedwig Pringsheims Regie lange Zeit Mittelpunkt der Münchner Gesellschaft. Hedwig Pringsheim unterhielt darüber hinaus einen langjährigen Briefwechsel mit dem Publizisten und Schauspieler Maximilian Harden, der sich auch auf politische Themen, wie die gemeinsame Ablehnung des wilhelminischen Reiches bezog. Von ihrem Enkel Golo Mann wurde Hedwig später als „femme du monde der bayrischen Kapitale“ beschrieben, die die „so seltene Kunst vollendeter Konversation beherrschte“. Obwohl ihr Großvater mütterlicherseits bereits 1817 und ihre Familie väterlicherseits 1827 zum evangelischen Glauben konvertiert waren, musste Hedwig als Nicht-Arierin mit ihrem jüdischen Ehemann 1939 vor den Nationalsozialisten in die Schweiz flüchten. Der Familiensitz war bereits 1933 enteignet worden, die Villa wurde abgerissen. An ihrer Stelle entstand der Verwaltungsbau der NSDAP. Heute heißt der Bau Münchner Haus der Kulturinstitute. Die aktuelle Adresse lautet Katharina-von-Bora-Straße 10; die Arcisstraße ist inzwischen kürzer als zur Zeit Pringsheims.
Wie schon ihre Mutter, unterstützte auch Hedwig Pringsheim die Frauenbewegung. Sie steht auf der Mitgliederliste 1897 des Münchner Vereins für Fraueninteressen.
Hedwig Pringsheim starb im Alter von 87 Jahren im Exil in der Schweiz.

## Schriften

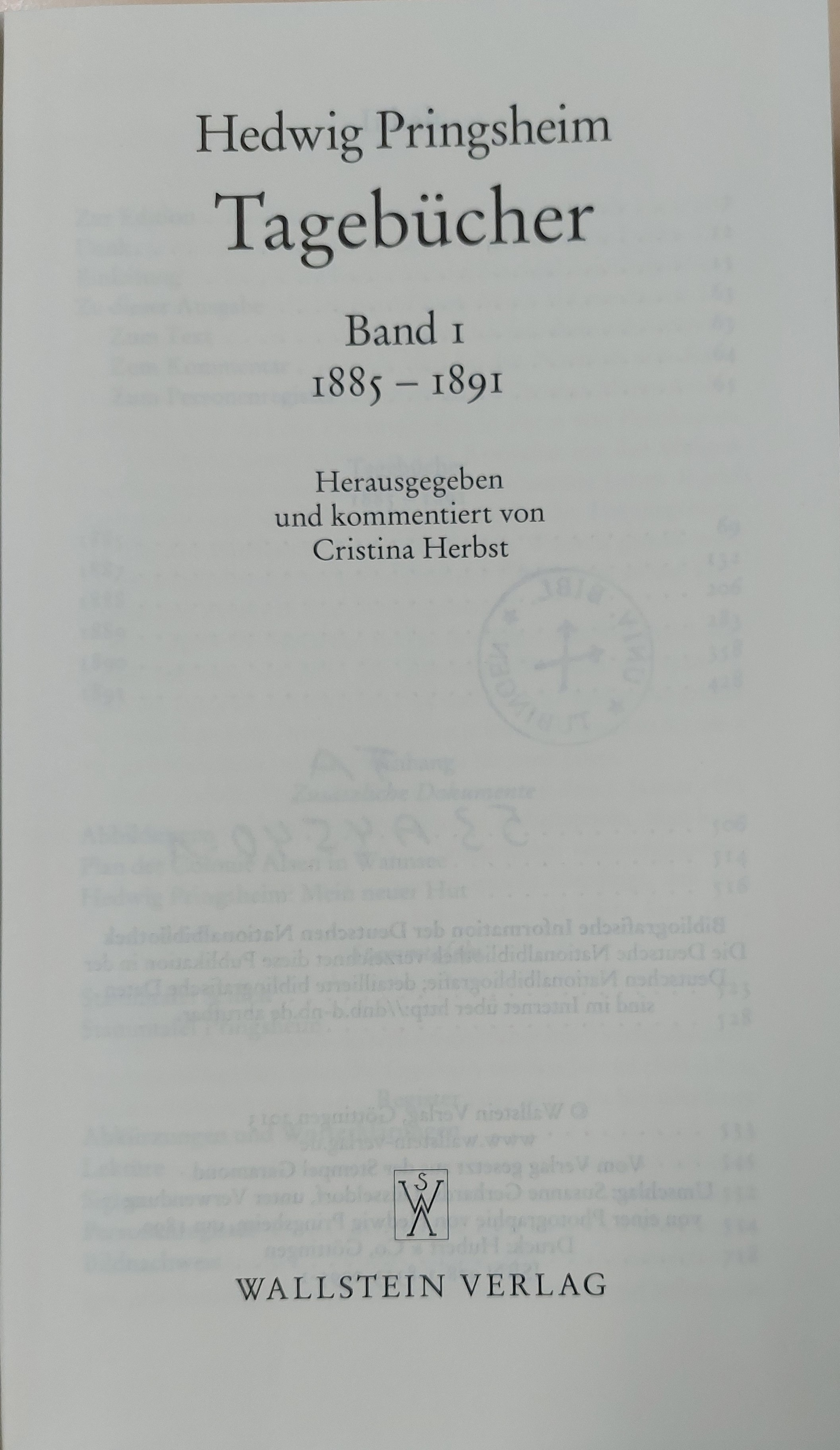
Tagebücher (2013–2021)

- Häusliche Erinnerungen. 11 Feuilletons der Schwiegermutter von Thomas Mann in der „Vossischen Zeitung“ 1929 bis 1932. Herausgegeben und eingeleitet von Nikola Knoth. Eigenverlag, Berlin 2005, ISBN 3-00-017883-X.
- Hedwig Pringsheim: Mein Nachrichtendienst. Briefe an Katia Mann 1933–1941. Herausgegeben und kommentiert von Dirk Heißerer, Wallstein Verlag, Göttingen 2013, ISBN 978-3-8353-0253-2.
- Hedwig Pringsheim: Tagebücher. Hrsg. und kommentiert von Cristina Herbst, Wallstein Verlag, Göttingen.
  - Band 1. 1885–1891. 2013, ISBN 978-3-8353-0995-1.
  - Band 2. 1892–1897. 2013, ISBN 978-3-8353-1267-8.
  - Band 3. 1898–1904. 2014, ISBN 978-3-8353-1426-9.
  - Band 4. 1905–1910. 2015, ISBN 978-3-8353-1626-3.
  - Band 5. 1911–1916. 2016, ISBN 978-3-8353-1804-5.
  - Band 6. 1917–1922. 2017, ISBN 978-3-8353-1996-7.
  - Band 7. 1923–1928. 2018, ISBN 978-3-8353-3183-9.
  - Band 8. 1929–1934. 2019, ISBN 978-3-8353-3499-1.
  - Band 9. 1935–1941. 2021, ISBN 978-3-8353-3881-4.
- Hedwig Pringsheim: Meine Manns. Briefe an Maximilian Harden. Herausgegeben und kommentiert von Helga und Manfred Neumann (diese haben den Titel gewählt), Aufbau-Verlag, Berlin 2006, ISBN 3-351-03075-4.